# Luis de Carlos
Luis de Carlos (ur. 16 marca 1907, zm. 27 maja 1994) – prezes klubu piłkarskiego Real Madryt w latach 1978–1985. Na stanowisku tym zastąpił najdłużej urzędującego z prezesów Królewskich, Santiago Bernabéu. Za jego rządów klub dwukrotnie zostawał mistrzem Hiszpanii i zdobył dwa trofea Copa del Rey, przegrał jednak w finale Pucharu Europy 1981 0:1 z Liverpoolem.